# Бодров, Вячеслав Алексеевич
Вячеслав Алексеевич Бодров (1931—2012) — советский и российский психолог, психофизиолог, врач, выдающийся специалист в области психологии труда, профотбора и психофизиологии, доктор медицинских наук (1970), профессор (1980), заведующий лабораторией инженерной психологии и эргономики Института психологии Академии наук СССР (1988).
.

## Биография
Вячеслав Бодров родился в Москве 10 октября 1931 года. После окончания средней школы он поступил в Военно-медицинскую академию имени С. М. Кирова в Санкт-Петербурге (тогда Ленинграде). В 1956 году получает специальность «врач-специальный физиолог». С 1959 года начинает вести преподавательскую деятельность в Краснознаменоском учебном отряде подводного плавания на кафедре спецфизиологии, а потом переходит в Военно-медицинскую академию имени С. М. Кирова на должность младшего научного сотрудника в лабораторию "физиологии труда..
В 1970 году Вячеслав Бодров переезжает в Москву, где продолжает научную работу в Государственном научно-исследовательском испытательном институте авиационной и космической медицины Министерства Обороны СССР, однако уже в должности старшего научного сотрудника, а потом и начальника управления. Он возглавляет научное подразделение данного института и занимается исследованиями психической регуляции в летной деятельности, роли человеческого фактора в аварийности, развитии личности профессионала и др. В 1986 году за разработку методов контроля функционального состояния человека ему была присуждена Премия Совета Министров СССР.
По приглашению Б. Ф. Ломова в 1988 году В.Бодров переходит на работу в Институт психологии РАН. Там он занимал должность заместителя директора по научной работе, а также заведующего лабораторией инженерной психологии и эргономики..
В 2002 году получил премию имени С. Л. Рубинштейна за серию работ, выполненных в одной тематике и посвященных теме системно-генетических исследований профессиональной деятельности.
Умер в 12 февраля 2012 в Москве.

## Научная деятельность
Вячеслав Бодров активно занимался Научно-исследовательской работой, связанной с психофизиологическим анализом трудовой деятельности специалистов и изучением функциональных состояний (в том числе и разработкой методов их диагностики и управления), а также вопросами психологического отбора, тренировок и обучения с использованием различных технических средств. В монографии «Психологический отбор летчиков и космонавтов»(1984) им были обоснованы теоретические положения и ряд рекомендаций по разработке системы психологического отбора персонала, а в книге «Системный подход в инженерной психологии и психологии труда» он сформулировал практические рекомендации по эргономическому обеспечению создания и эксплуатации техники..
Вячеслав Бодров также занимался изучением психологических закономерностей совмещенной деятельности оператора в системах управления, им были созданы принципы классификации ошибочных действий оператора и разработаны методы и критерии психофизиологической оценки профессиональной деятельности.
Вячеслав Бодров является автором свыше 350 различных научных, методических и учебных работ, среди которых 13 монографий и 4 учебника. Он вел активную преподавательскую деятельность, являлся членом научных и специализированных советов, подготовил не менее 30 кандидатов и докторов наук..

### Основные научные труды
- «Информационный стресс» — М., 2000.
- «Особенности деятельности космонавтов в полете».: Сб. статей — М.: Машиностроение, 1976.
- «Психология профессиональной пригодности». — М., 2006.
- «Психология профессиональной деятельности. Теоретические и прикладные проблемы.» — М., 2006.
- «Психология и надежность: человек в системах управления техникой.» — М., 1998.
- «Физиология трудовой деятельности.» — М., 1983.
- «Профессиональное утомление: Фундаментальные и прикладные проблемы.» — М.: Институт психологии РАН, 2009. — ISBN 978-5-9270-0160-6
- «Психологический стресс: развитие и преодоление.» — М.: Когито-Центр, 2006. — ISBN 5-9292-0146-3